# Ginza-Linie
| |                      |                                |                                |
| |                      |                                |                                |
| Streckenlänge: | 14,3 km              |                                |                                |
| Spurweite: | 1435 mm (Normalspur) |                                |                                |
| Stromsystem: | 600 V =              |                                |                                |
| |                      |                                |                                |
| \| \| \| \| \| \| \| 0,0 \| G-01 Shibuya Z-01* \| G-01 Shibuya Z-01* \| \| \| \| \| \| \| \| 1,3 \| G-02 Omotesandō Z-02, C-04 \| G-02 Omotesandō Z-02, C-04 \| \| \| 2,0 \| G-03 Gaienmae \| G-03 Gaienmae \| \| \| 2,7 \| G-04 Aoyama-itchōme Z-03, E-24 \| G-04 Aoyama-itchōme Z-03, E-24 \| \| \| 4,0 \| G-05 Akasaka-mitsuke M-13 \| G-05 Akasaka-mitsuke M-13 \| \| \| 4,9 \| G-06 Tameike-sannō N-06 \| G-06 Tameike-sannō N-06 \| \| \| 5,5 \| G-07 Toranomon \| G-07 Toranomon \| \| \| 6,3 \| G-08 Shimbashi \| G-08 Shimbashi \| \| \| 7,2 \| G-09 Ginza M-16, H-08 \| G-09 Ginza M-16, H-08 \| \| \| 7,9 \| G-10 Kyōbashi \| G-10 Kyōbashi \| \| \| 8,6 \| G-11 Nihombashi A-13, T-10 \| G-11 Nihombashi A-13, T-10 \| \| \| \| Nihombashi \| \| \| \| 9,2 \| G-12 Mitsukoshimae Z-09 \| G-12 Mitsukoshimae Z-09 \| \| \| 9,9 \| G-13 Kanda \| G-13 Kanda \| \| \| \| Kanda \| \| \| \| \| Manseibashi \| \| \| \| 11,0 \| G-14 Suehirochō \| G-14 Suehirochō \| \| \| 11,6 \| G-15 Ueno-hirokōji \| G-15 Ueno-hirokōji \| \| \| 12,1 \| G-16 Ueno H-17 \| G-16 Ueno H-17 \| \| \| \| Ueno Betriebshof \| \| \| \| 12,8 \| G-17 Inarichō \| G-17 Inarichō \| \| \| 13,5 \| G-18 Tawaramachi \| G-18 Tawaramachi \| \| \| 14,3 \| G-19 Asakusa A-18 \| G-19 Asakusa A-18 \| |                      |                                |                                |
| U-Bahn-Betriebs-/Güterbahnhof Streckenanfang |                      |                                |                                |
| U-Bahn-Bahnhof | 0,0                  | G-01 Shibuya Z-01*             | G-01 Shibuya Z-01*             |
| U-Bahn-Tunnelanfang |                      |                                |                                |
| U-Bahn-Bahnhof (im Tunnel) | 1,3                  | G-02 Omotesandō Z-02, C-04     | G-02 Omotesandō Z-02, C-04     |
| U-Bahn-Bahnhof (im Tunnel) | 2,0                  | G-03 Gaienmae                  | G-03 Gaienmae                  |
| U-Bahn-Bahnhof (im Tunnel) | 2,7                  | G-04 Aoyama-itchōme Z-03, E-24 | G-04 Aoyama-itchōme Z-03, E-24 |
| U-Bahn-Bahnhof (im Tunnel) | 4,0                  | G-05 Akasaka-mitsuke M-13      | G-05 Akasaka-mitsuke M-13      |
| U-Bahn-Bahnhof (im Tunnel) | 4,9                  | G-06 Tameike-sannō N-06        | G-06 Tameike-sannō N-06        |
| U-Bahn-Bahnhof (im Tunnel) | 5,5                  | G-07 Toranomon                 | G-07 Toranomon                 |
| U-Bahn-Bahnhof (im Tunnel) | 6,3                  | G-08 Shimbashi                 | G-08 Shimbashi                 |
| U-Bahn-Bahnhof (im Tunnel) | 7,2                  | G-09 Ginza M-16, H-08          | G-09 Ginza M-16, H-08          |
| U-Bahn-Bahnhof (im Tunnel) | 7,9                  | G-10 Kyōbashi                  | G-10 Kyōbashi                  |
| U-Bahn-Bahnhof (im Tunnel) | 8,6                  | G-11 Nihombashi A-13, T-10     | G-11 Nihombashi A-13, T-10     |
| U-Bahn-Strecke unter Wasserlauf (im Tunnel) |                      | Nihombashi                     | Nihombashi                     |
| U-Bahn-Bahnhof (im Tunnel) | 9,2                  | G-12 Mitsukoshimae Z-09        | G-12 Mitsukoshimae Z-09        |
| U-Bahn-Bahnhof (im Tunnel) | 9,9                  | G-13 Kanda                     | G-13 Kanda                     |
| U-Bahn-Strecke unter Wasserlauf (im Tunnel) |                      | Kanda                          | Kanda                          |
| ehemaliger U-Bahn-Bahnhof (im Tunnel) |                      | Manseibashi                    | Manseibashi                    |
| U-Bahn-Bahnhof (im Tunnel) | 11,0                 | G-14 Suehirochō                | G-14 Suehirochō                |
| U-Bahn-Bahnhof (im Tunnel) | 11,6                 | G-15 Ueno-hirokōji             | G-15 Ueno-hirokōji             |
| U-Bahn-Bahnhof (im Tunnel) | 12,1                 | G-16 Ueno H-17                 | G-16 Ueno H-17                 |
| U-Bahn-Abzweig geradeaus und nach links (im Tunnel) · U-Bahn-Strecke quer (im Tunnel) · U-Bahn-Betriebs-/Güterbahnhof Streckenende und quer |                      | Ueno Betriebshof               | Ueno Betriebshof               |
| U-Bahn-Bahnhof (im Tunnel) | 12,8                 | G-17 Inarichō                  | G-17 Inarichō                  |
| U-Bahn-Bahnhof (im Tunnel) | 13,5                 | G-18 Tawaramachi               | G-18 Tawaramachi               |
| U-Bahn-Kopfbahnhof Streckenende (im Tunnel) | 14,3                 | G-19 Asakusa A-18              | G-19 Asakusa A-18              |

Die Ginza-Linie (jap. 銀座線, Ginza-sen) ist eine U-Bahn-Linie der Tōkyō Metro. Die Farbe der Ginza-Linie auf den Streckenkarten ist Orange , die Linie hat die Nummer 3. Ihre Stationen tragen auf den Plänen den Buchstaben „G“, gefolgt von einer Nummer. Die 14,3 km lange Strecke führt durch die Bezirke Shibuya, Minato, Chūō, Chiyoda und Taitō. Die westliche Endstation ist Shibuya (G-01) und die östliche Asakusa (G-19).
Sie ist die älteste U-Bahn-Linie in Asien. Der Abschnitt zwischen Ueno (G-16) und Asakusa (G-19) wurde am 30. Dezember 1927 fertiggestellt. Die Linie erreichte Shibuya im Westen 1939; allerdings wurde der Abschnitt westlich von Aoyama-itchōme bis 1939 von einer anderen Gesellschaft betrieben. Als älteste Strecke ist die Ginza-Linie auch die am nächsten zur Oberfläche gebaute, durchschnittlich nicht mehr als eineinhalb Stockwerke tief. Die westliche Teilstrecke der Linie verläuft oberirdisch und endet im zweiten Stock des Bahnhofs Shibuya.
Die Ginza-Linie wie auch die Marunouchi-Linie (sowie die Ōedo-Linie und die Asakusa-Linie) fahren auf Normalspur (1435 mm), während alle anderen Tokioter Metro-Linien eine Schmalspur nutzen (1067 mm, bzw. 1372 mm bei der Toei Shinjuku-Linie).
Auf der Ginza-Linie gibt es zwei stillgelegte Bahnhöfe: Bereits 1931 wurde der Bahnhof Manseibashi geschlossen und durch den heutigen Bahnhof Kanda ersetzt. 1972 wurde die Station Jingumae durch die neue Station Omotesandō ersetzt. Auf diese Weise wurde ein gemeinsamer Bahnhof für die Linien Ginza und Chiyoda geschaffen. Die verlassenen Bahnsteige der Station Jingumae sind nach wie vor vorhanden.

## Fahrzeuge
Der Wagenpark der Ginza-Linie besteht aus 40 Zügen mit je sechs rund 16 Meter langen Wagen. In der Kombination mit den kleinen Bahnhöfen und kurzen Bahnsteigen gilt die Linie mit über einer Million Fahrgästen pro Tag als überlastet.
Die Züge der Baureihe 1000 kommen vom japanischen Hersteller Nippon Sharyō Seizō und wurden zwischen 2011 und 2015 geliefert. 2016 wurden die Züge der Serie 1000 von Toshiba mit Lithium-Ionen-Batterien ausgestattet, was ihnen erlaubt, bei einem Stromausfall selbstständig zur nächsten Station zu gelangen. Außerdem können die Züge ohne Stromschiene im Depot bewegt werden.

## Bahnhöfe

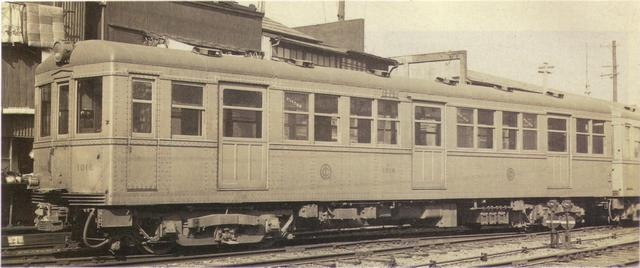
Einer der ersten Züge, die zwischen Ueno und Asakusa bis 1968 fuhren

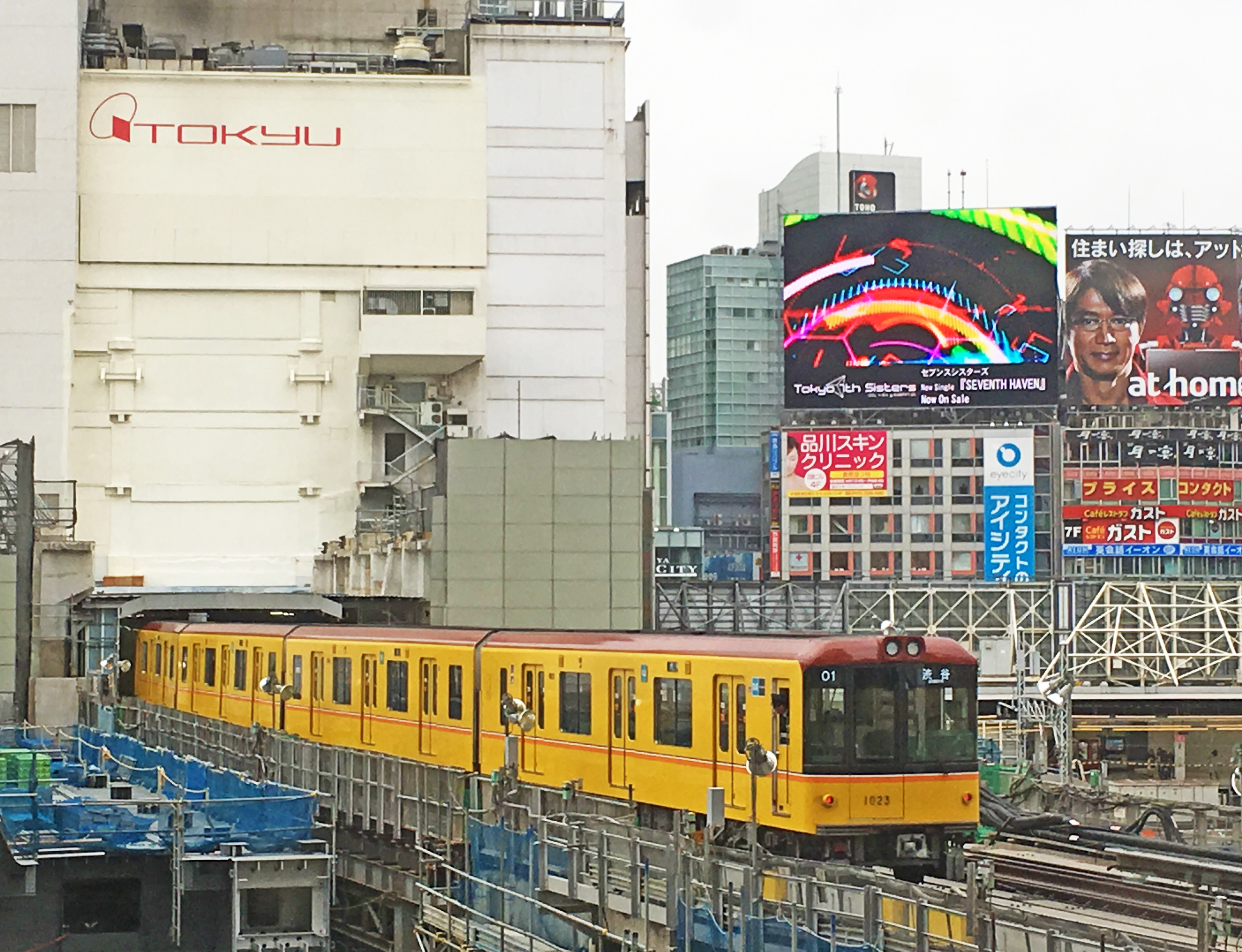
Zug der Ginza-Linie in Shibuya

- G-01 Shibuya (Hanzomon-Linie und Fukutoshin-Linie der Tōkyō Metro, Keiō Inokashira-Linie, JR-Saikyō-Linie, JR-Shōnan-Shinjuku-Linie, Tōkyū Den’entoshi-Linie, Tōkyū Tōyoko-Linie, JR-Yamanote-Linie)
- G-02 Omotesandō (Chiyoda-Linie und Hanzomon-Linie der Tōkyō Metro)
- G-03 Gaien-mae
- G-04 Aoyama-itchōme (Hanzomon-Linie der Tōkyō Metro, Toei-Ōedo-Linie)
- G-05 Akasaka-mitsuke (Marunouchi-Linie)
- G-06 Tameike-sannō (Namboku-Linie der Tōkyō Metro), 1997 hinzugefügt
- G-07 Toranomon
- G-08 Shimbashi (JR-Keihin-Tōhoku-Linie, JR-Tōkaidō-Hauptlinie, Yamanote-Linie, Yokosuka-Linie, Toei-Asakusa-Linie, Yurikamome)
- G-09 Ginza (Hibiya-Linie und Marunouchi-Linie der Tōkyō Metro)
- G-10 Kyōbashi
- G-11 Nihombashi (Tōzai-Linie der Tōkyō Metro, Toei-Asakusa-Linie)
- G-12 Mitsukoshimae (Hanzomon-Linie)
- G-13 Kanda (JR-Chūō-Hauptlinie, Keihin-Tōhoku-Linie, Yamanote-Linie)
- G-14 Suehirochō
- G-15 Ueno-hirokōji
- G-16 Ueno (Hibiya-Linie der Tōkyō Metro, JR-Jōetsu-Shinkansen, Keihin-Tōhoku-Linie, Jōban-Linie, Hokuriku-Shinkansen, Takasaki-Linie, Tōhoku-Shinkansen, Tōhoku-Hauptlinie, Yamanote-Linie)
- G-17 Inarichō
- G-18 Tawaramachi
- G-19 Asakusa (Toei Asakusa-Linie, Tobu Isesaki-Linie)